# Kompresijski artefakt
Kompresijski artefakt ali cvetenje je popačenost večpredstavnostnega gradiva - digitalne slike, zvočnega ali video posnetka, ki nastane zaradi uporabe stiskanja podatkov z izgubo.
Pri stiskanju podatkov z izgubo algoritem zavrže del podatkov v datoteki, običajno s postopkom kvantizacije. Rezultat je manjša datoteka, ki jo je lažje obdelovati dalje, hraniti in prenašati, vendar lahko ob tem nastane popačenje, saj lahko pride do izgube informacije o ostrih spremembah signala (na primer robovih predmetov na slikah ali naglih spremembah tona v zvočnih posnetkih). O artefaktu običajno govorimo, kadar so te spremembe zaznavne in moteče za uporabnika. V praksi je izbira stopnje stiskanja podatkov kompromis med zmanjšanjem velikosti datoteke in stopnjo izgube kakovosti, ki je še sprejemljiva za uporabnika.
Za primer, številni algoritmi za stiskanje slik, kot je JPEG, delujejo na blokih podatkov v slikovnih datotekah, ki se odražajo v obliki kvadratkov na prikazani sliki. Površina znotraj kvadratka postane s kvantizacijo bolj monotona; rezultat intenzivnejšega stiskanja podatkov v tem primeru so torej bolj grobi kvadratki z opaznejšimi mejami med njimi in drugi pojavi, kot so stopničenje (aliasing), posterizacija itd.